# Omphalos

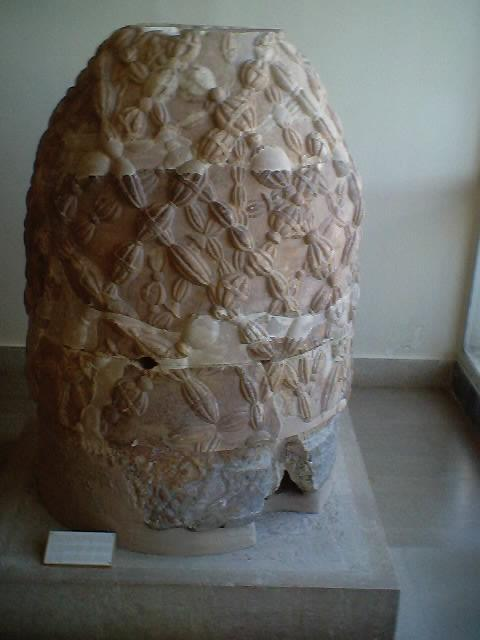
Copie romană a omphalos-ului de la Delphi.

Omphalos, în Antichitatea clasică, era un simbol al centrului lumii. Omphalos-ul era în general materializat sub aparența unei pietre sacre, un baetylus. Cel mai cunoscut omphalos era cel de la Delphi, situat în aditonul templului oracular al lui Apollo.

## Etimologie
Omphalos, din greaca veche ὀμφαλός, semnifică „ombilic” sau „buric”. Scris cu sau fără majusculă, el desemnează și, în general, tot ce este central, și mai ales butucul unei roți.
Și în alte limbi există cuvinte care reunesc aceste diferite semnificații: așa sunt în limbile celtice și germanice, derivatele rădăcinii nab sau nav: în germană, nabe, „butuc al unei roți”, și nabel, „ombilic”; tot așa, în engleză, nave și navel, acest din urmă cuvânt având și sensul de „centru” sau de „mijloc”; și, în sanscrită, cuvântul nâbhi, a cărei rădăcină este aceeași, are cele două accepțiuni deodată.

## Mitologie și religie
Conform legendei, omphalos-sul era o piatră învelită într-o rufă, cu care Rhea, l-a substituit pe fiul său, Zeus nou-născut, și înghițită de către Cronos. Ea simbolizează astfel nașterea lui Zeus și puterea sa.
În Teogonia greacă, Cronos, aflând că într-o zi unul dintre fiii săi îl va detrona, i-a cerut soției sale Rhea să-i dea fiecare nou-născut, pe care-l înghițea de îndată. Ea a reușit să-i evite această soartă lui Zeus, cel de-al șaselea copil al său, substituindu-l cu o piatră învelită într-o rufă. Mai târziu, devenit adult, Zeus, urmând sfaturile oceanidei Metis (zeiță a prudenței și a șireteniei / vicleniei), l-a forțat pe tatăl său să scuipe afară piatra și pe cei cinci copii pe care-i înghițise înainte, care au devenit primii zei al Olimpului.
Omphalos este în general materializat printr-o eminență conică - o piatră sacră sau un baetylus - cu valoare religioasă și în anumite relații cu Pământul: era calificat drept „Gê”, iar anticii îl considerau atât drept un mormânt, cât și centrul Pământului, concepții care nu se exclud una pe cealaltă. Întrucât în credința antică, pământul primește morții așa cum primește germenii. Mai multe tradiții situau sub omphalos mormântul Pythonul învins de Apollo.
O altă legendă povestește că Zeus ar fi trimis două acvile, venite din cele două extremități ale lumii, și care s-ar fi întâlnit survolând Delphi.

### Omphalos-ul de la Delphi

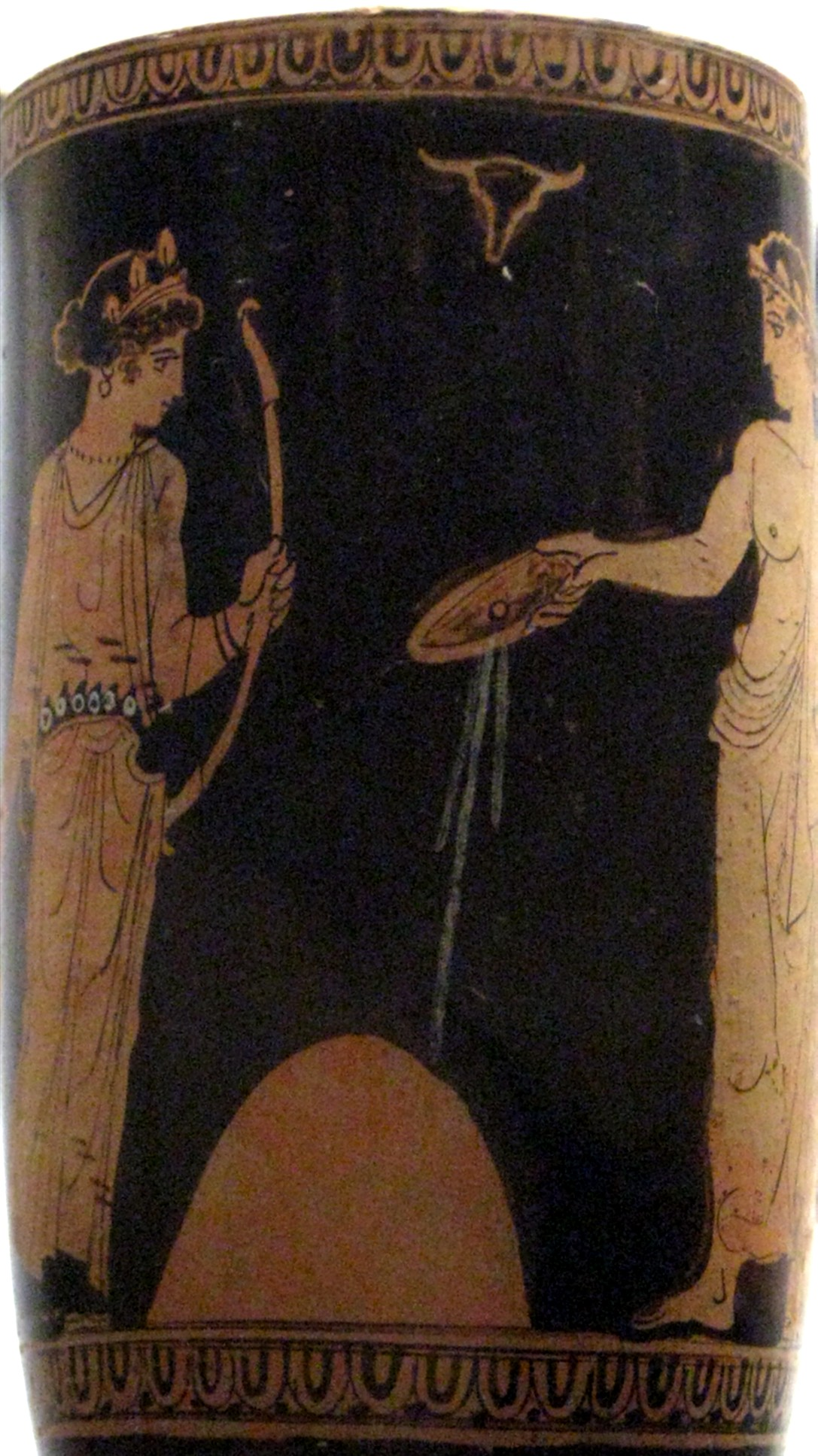
Ungerea unui omphalos de către Artemis și Apollo, vas grec din [secolul al V-lea î.Hr.

„Ceea ce locuitorii din Delphi denumesc omphalos este de fapt o piatră albă și considerată că se găsește  în centrul pământului, iar Pindar, într-una din Odele sale, confirmă această opinie.”
Mai multe omphalos-uri au fost ridicate în Antichitate în bazinul mediteranean, iar cel mai cunoscut este cel de la oracolul din Delphi, așezat direct în aditonul templului oracular al lui Apollo. Piatra conică în formă de stup era unsă în fiecare zi și îmbrăcată, în timpul celebrărilor, cu o pânză groasă de lână proaspăt tunsă, pentru evocarea rufei folosite de Rhea pentru a înveli momeala oferită lui Chronos, pe care o reamintește o replică romană, vizibilă, în zilele noastre, la muzeul din Delphi. Originalul, astăzi dispărut, avea deasupra două acvile de aur, luate în 356 î.Hr. de către focidienii lui Philomelos.
Conform cosmogoniei religia greacă antică, Zeus ar fi slobozit două acvile - două lebede, conform altor relatări - din punctele extreme oriental și occidental ale lumii. În punctul în care ele s-au întâlnit, Zeus ar fi lăsat să cadă omphalos-ul, marcând astfel centrul, „buricul lumii”. Această legendă a fost interpretată de către astronomi drept o referire la căderea unui meteorit, de formă conică, devenit „piatră sacră”, însă problema rămâne în dezbatere.

### Omphalos după Herodot[13]
Conform lui Herodot, centrul lumii ar fi Ionia (Grecia). Ar fi, mai întâi de toate, un centru climatic al cărui climat ar fi întotdeaun agreabil. După el, regiunile care înconjoară Ionia ar fi expuse ploilor, frigului cât și căldurii și secetelor. Comparând climatul Ioniei cu acela al Indiei, Herodot observă că Grecia a primit climatul cel mai temperat. 
Apoi, Ionia ar fi un centru moral. Această idee vine de la faptul că Grecii se bat, înainte de toate, pentru glorie, pentru onoare. Pentru războinici și militari, înseamnă a învinge sau a muri.

## Simbolism

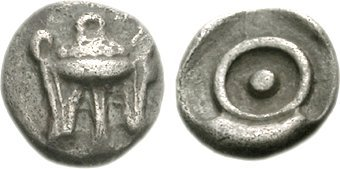
Obol delphic figurând un omphalos, secolul al V-lea î.Hr.

Omphalos-ul este, în mod fundamental, un simbol al centrului lumii, conform sensului complex după care ideea  de „centru”  pe care ar putea să o aibă la popoarele antice, și care implica noțiuni mergând mult dincolo de lumea materială. Era, prin urmare, o noțiune  universală de „centru”. În lucrarea sa apărută în 1913 și întitulată Omphalos, autorul, W. H. Roscher, recenzează o cantitate considerabilă de documente care atestă identitatea simbolică dintre Omphalos și centrul lumii, și acest lucru la popoarele cele mai diverse și cele mai vechi. În 1915, un studiu de J. M. Loth despre L’Omphalos chez les Celtes (titlul în română: „Omphalos-ul la celți”), apărut în La Revue des Études Anciennes, atestă, de asemenea, acest simbolism.